# 杨溪铺镇
杨溪铺镇，是中华人民共和国湖北省十堰市郧阳区下辖的一个乡镇级行政单位。

## 行政区划
杨溪铺镇下辖以下地区：
杨溪铺村、财神庙村、关门山村、清凉寺沟村、卜家河村、伏山村、罗沟村、钟山村、刘湾村、云彩山村、鲍沟村、田龙村、烽火山村、雷家村和刘家沟村。